# Troskut prstnatý

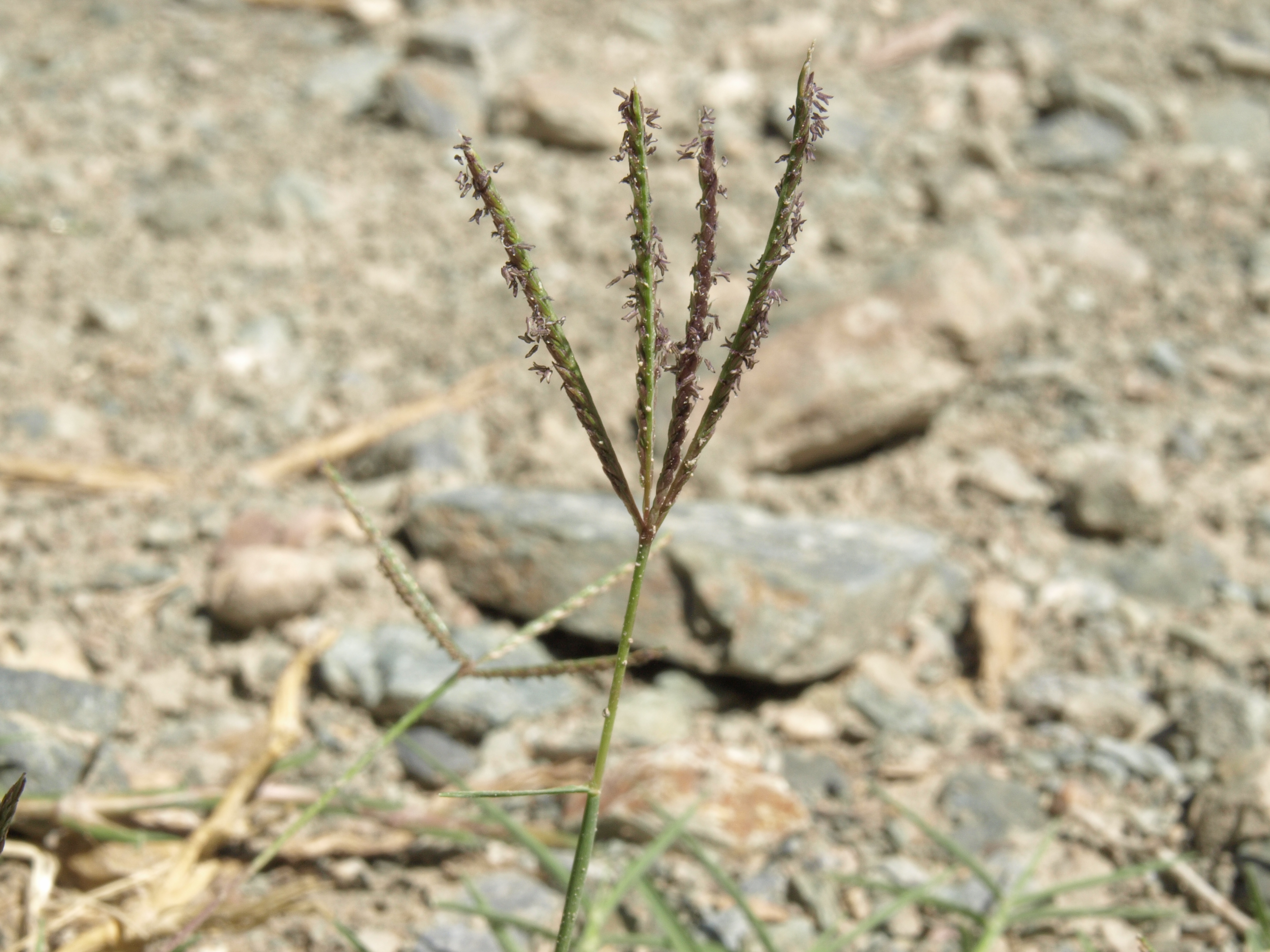
Květenství s kvetoucími klásky

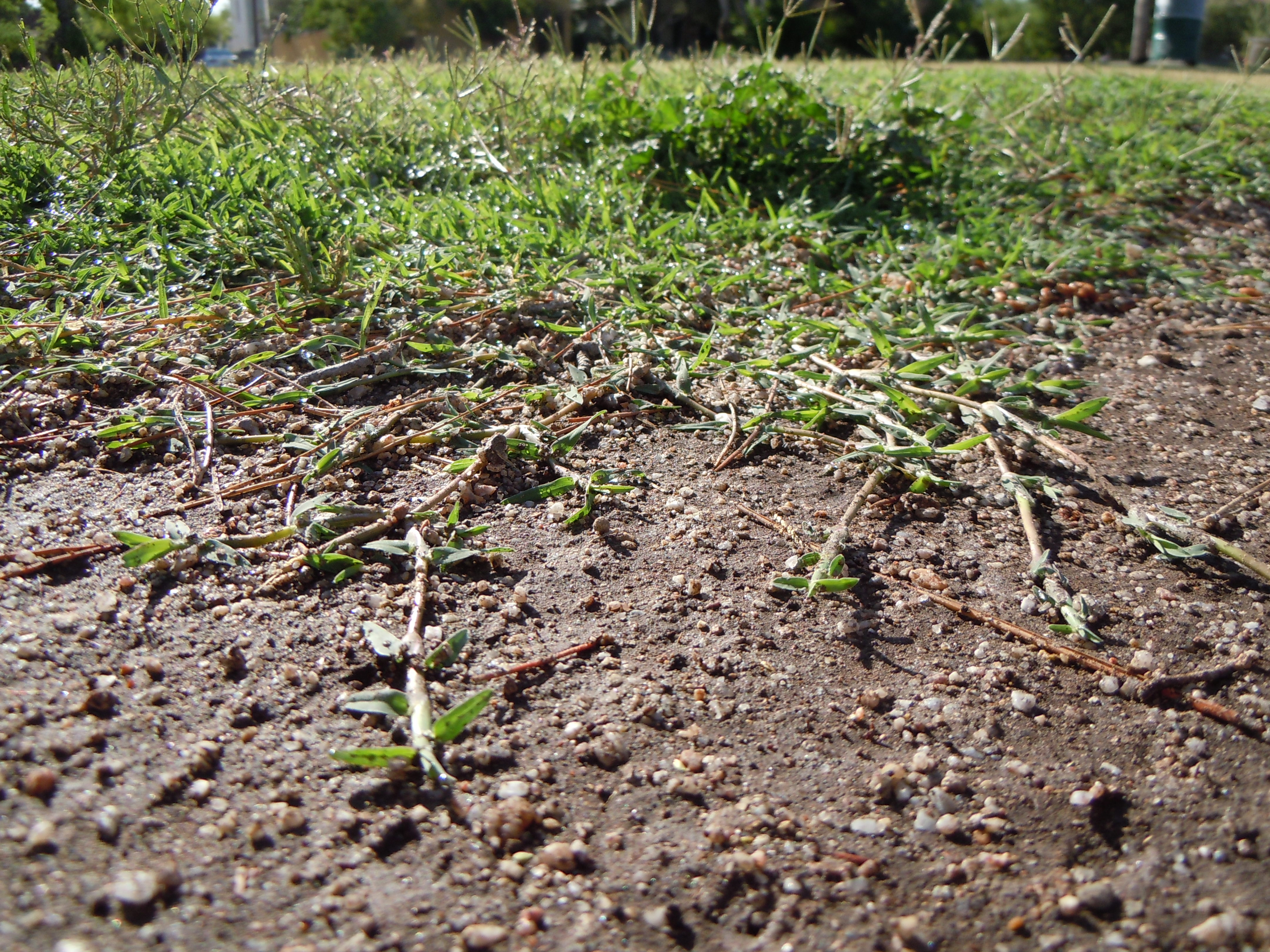
Rozrůstání oddenky

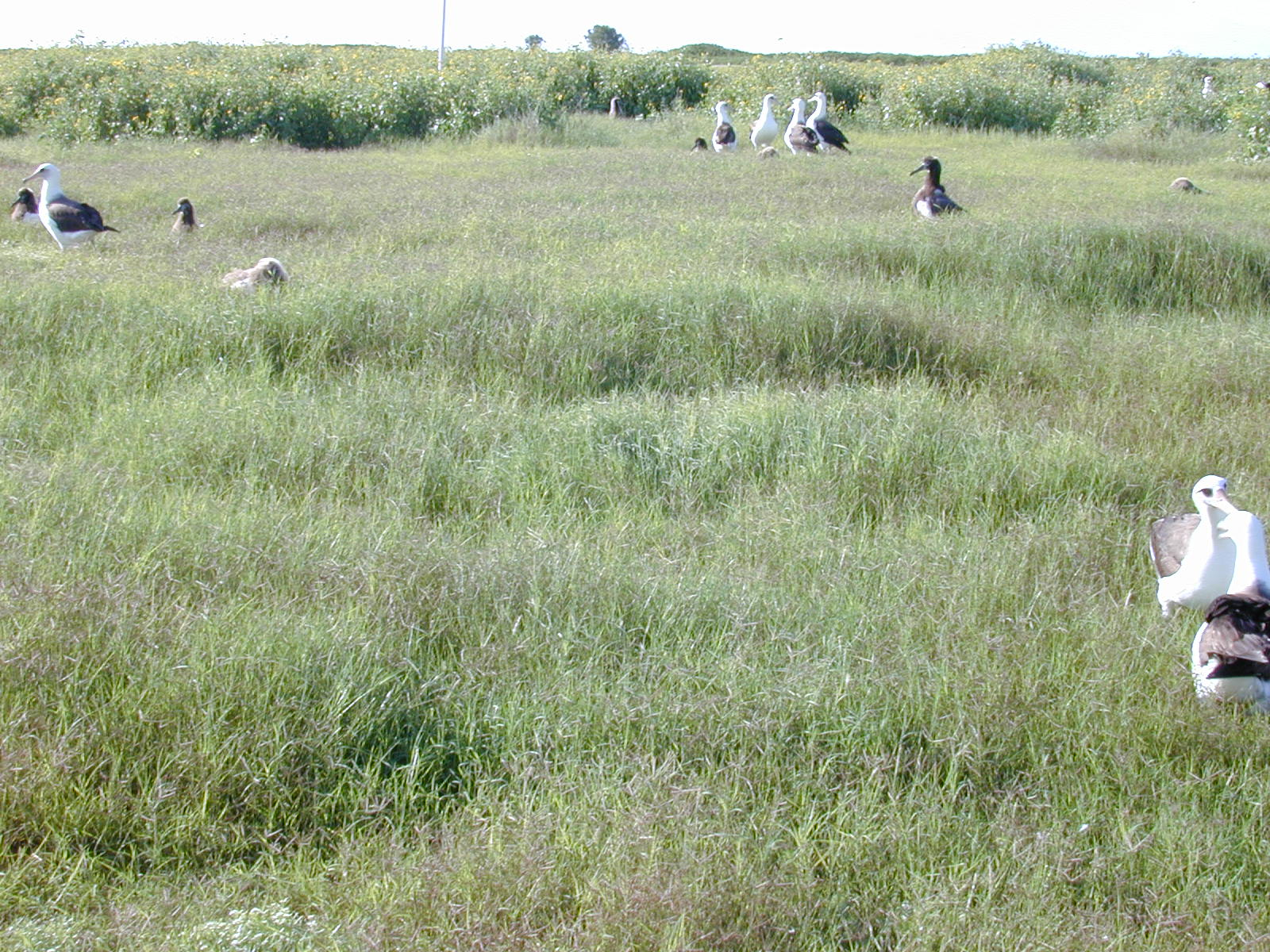
Louka z troskutu prstnatého

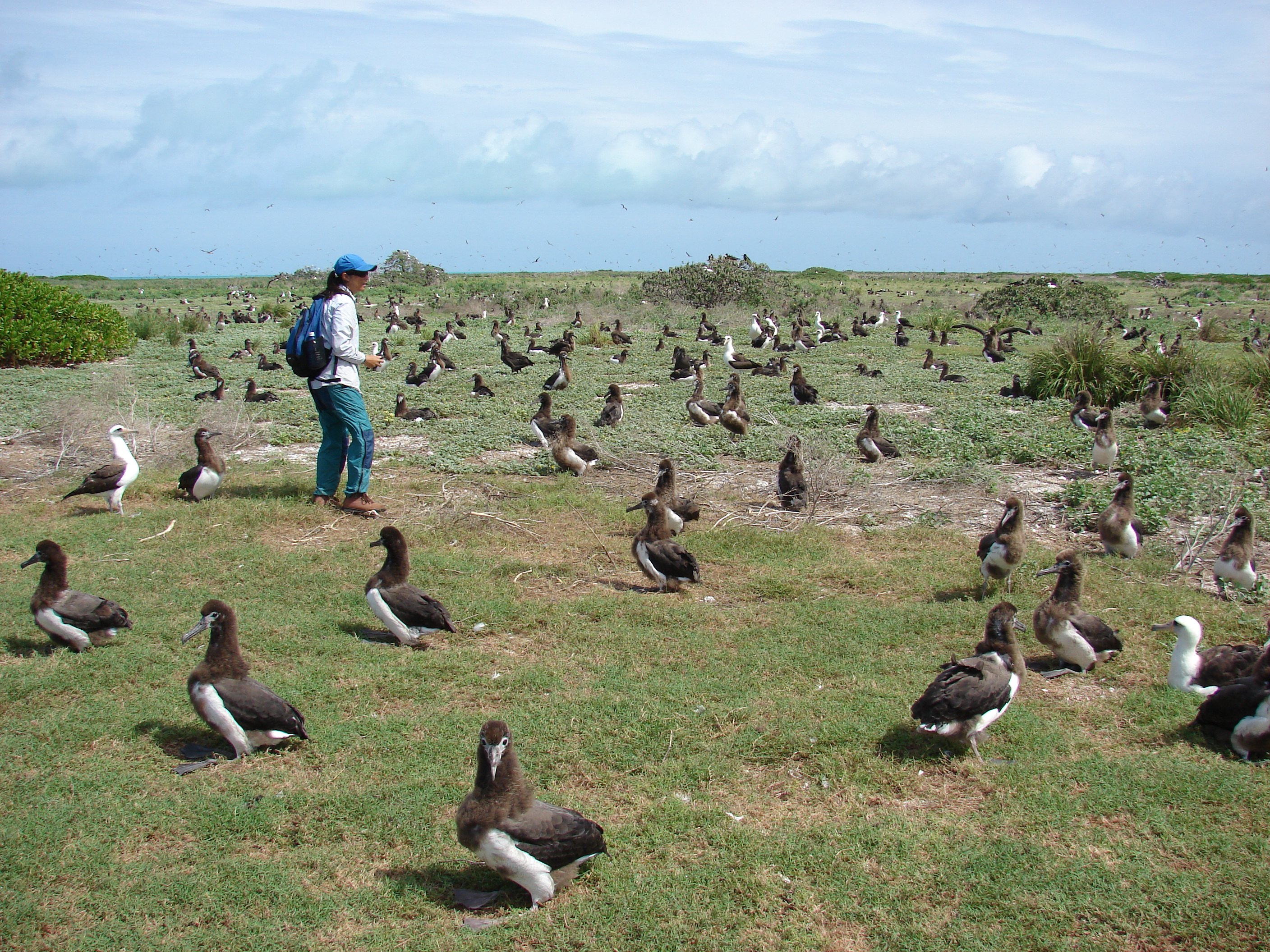
Troskut prstnatý jako podklad hnízdiště albatrosů

Troskut prstnatý (Cynodon dactylon) je nevysoká, vytrvalá, v trsech rostoucí tráva s plazivými oddenky. Mívá stébla 10 až 50 cm vysoká, která jsou v době kvetení zakončena několika prstovitě rozloženými klasy.
V částech světa se subtropickým či tropickým podnebím je na mnoha místech nejpoužívanější trávou pro udržované trávníky, někde zase bývá důležitou travinou pro pastviny. V leckterých areálech je naopak pro svůj výskyt v jednoletých i víceletých plodinách považován za jeden z nejškodlivějších plevelů.

## Výskyt
Je to kosmopolit rostoucí s různou intenzitou v teplých a mírných zónách všech světadílů. Jeho původ není zcela jasný, je předpoklad, že pochází z jižní Evropy a z Afriky, od Sahelu po Jihoafrickou republiku. Nyní je rozšířen téměř celosvětově v tropech a subtropech a méně často také v mírném pásu. S osídlováním Ameriky se dostal i na tento kontinent, kde je nyní silně zaveden. Nejhojnější je přibližně od 45° na severní po 45° na jižní polokouli, roste i na ostrovech v Tichém, Atlantském a Indickém oceánu.
V České republice se tento naturalizovaný archeofyt vyskytuje především na teplých stanovištích, hlavně na jižní Moravě v Dyjsko-svrateckém a v Dolnomoravském úvalu, kde se na sever vyskytuje až po Jihlavu a Uherské Hradiště. Mimo to bývá roztroušeně nacházen v Čechách v Polabí a na teplých územích v okolí Prahy, Pardubic, Ústí nad Labem a Plzně. Na orné půdě se v Česku vyskytuje jen vzácně, hojnější bývá ve vinicích a sadech. V posledních desetiletích tento druh setrvává na téměř na stejných stanovištích a na nová území se šíří jen velice málo, spíše stávající opouští. Ve střední Evropě mají jeho rostliny převážně neplodné květy, netvoří semena a do okolí se šíří pouze rozrůstáním oddenků, tím je jeho nebezpečnost podstatně snížena.

## Ekologie
Tato mělce kořenící travina roste na písčinách, stepních loukách a pastvinách, na mezích, podél cest, zdí, okolo příkopů, v zahradách i na rumištích, obvykle se snadno samovolně rozšíří téměř na jakékoli neobdělávané území. Ve střední Evropě vstupuje i na pole s vytrvalými pícninami a někdy i do okopanin, často také roste na písčinách na sešlapávaných místech. V subtropech a tropech poměrně agresivně kolonizuje narušované půdy, hlavně kypré a dobře úživné, proniká do pěstované kukuřice, bavlny, cukrové třtiny a na plantáže dalších plodin. Dokáže vytvořit hustý pokryv prakticky kdekoli, prokazuje velkou odolnost proti sešlapávání a stejně dobrou i vůči suchu. Toho se využívá v sušších oblastech, kde bývá pěstován pro pastvu či na okrasný trávník pro relaxační účely.
Nejlépe roste na půdách kyprých, odvodněných a živinami dobře zásobených, které mohou být i zasolené, toleruje zeminu s pH v rozsahu od 6,0 po 7,0. Vyskytuje se převážně v oblastech s průměrnými ročními srážkami od 600 po 1700 mm. Rostlina dobře odolává déletrvajícímu suchu, při kterém sice zastavuje růst, ale zůstává zelená a vytváří dojem zdravého porostu. Prosperuje v místech, kde se průměrné denní teploty pohybují od 15 po 28 °C, při poklesu teplot pod 10 °C přestává růst a mráz -2 °C zahubí rostlině listy, ale její podzemní stolony obvykle přežijí a na jaře obrazí; vůči vysokým letním teplotám je odolává. Vyskytuje se nejčastěji od hladiny moře do nadmořské výšky 2000 m n. m.
Rostlina je schopna se po požáru, z uchráněných pupenů na nespálených oddencích, poměrně rychle se rozrůst. Dobře zakořeněná strpí i několikatýdenní záplavy, zásadně však nesnese hluboký stín, čehož se využívá pro její vypuzení z určitého stanoviště. Kvete od června do srpna, tuto činnost spouští fotoperioda dlouhá 13 hodin, vypouštěný pyl vyvolává u astmatiků alergické příznaky. Bylina koření poměrně mělce, má však četné plazivé, rychle přirůstající výběžky dlouhé do 1 m, které jsou zdrojem silného vegetativní rozmnožování a vytvářejí v půdě husté rohože z oddenků, které brání růstu jiným rostlinám a současně před pohybem zpevňují nestabilní půdy.
Ve střední Evropě mají rostliny převážně neplodné květy, netvoří semena a do okolí se šíří pouze rozrůstáním oddenků, tím je nebezpečnost tohoto druhu podstatně snížena. Bylina je vysoce variabilní a snadno se kříží s některými jinými druhy rodu troskut. Byly rozlišené četné poddruhy, obvykle rostlina bývá tetraploidní (2n = 36) či diploidní (2n = 18) s počtem chromozomů (x = 9). Rostliny s vyšší polyplodii jsou obvykle sterilní a případné obilky vznikají apomikticky.

## Popis
Vytrvalá trsnatá tráva s hladkými stébly dlouhými do 50 cm a tlustými 0,5 až 1 mm, která jsou vzpřímená nebo poléhavá a na konci vystoupavá. Bylina roste ze svazčitých kořenů a stébla má střídavě porostlá listy vyrůstajícími z pochev. Listy mají čepele ploché, čárkovitě kopinaté, dlouhé 2,5 až 16 cm, široké do 0,5 cm a jsou otevřené až k bázi. Na vrcholu jsou listy špičaté, na lícní straně zelené až matně zelené a lysé, na rubu chlupaté. Střední žebro má dvě primární a osm až devět sekundárních žilek na každé straně. Pochvy jsou dlouhé až 1,5 cm a u báze čepele se místo jazýčku nachází pouhý věneček chlupů.
Na konci vzpřímeného, průměrně 25 cm dlouhého květného stébla vyrůstá volné květenství tvořeno několika okoličnatě rozloženými klasy, někdy nazývanými paprskovitě rozprostřenými lichoklasy. Klasy vyrůstají na stéble z jednoho místa, bývá jich tři až pět a někdy rostou vzácně ve dvou přeslenech nad sebou, bývají dlouhé 2 až 5 cm a jsou zakončené kláskem. Klásky dlouhé asi 2 mm vyrůstají na ose květenství ve dvou řadách, jsou bočně stlačené a bývají nejčastěji jednokvěté, u dvoukvětých je horní květ sterilní. U báze klásku jsou dvě zašpičatělé plevy bez osin, pluchy jsou třížilné, bezosinné. Zelenkavé květy s redukovanými květními obaly jsou opylovány pylem neseným větrem, nejsou však samosprašné. Svrchní semeník s jediným vajíčkem nese čnělku s péřitými bliznami zachycujícími přinášený pyl. Plodem je podlouhlá, nahnědlá, hladká, ze strany zploštělá, velmi malá a lehká, okoralá obilka obalená pluchami o váze okolo 0,3 mg.

## Rozmnožování
Bylina se může rozšiřovat vegetativně oddenky nebo pohlavně semeny, kterých v teplých oblastech vyprodukuje jeden až dva tisíce. Oddenky, tenké a dlouhé ojediněle až 10 m, rostou po povrchu půdy nebo v horních 10 cm, ale mohou pronikat až do hloubky 35 cm, ojediněle se nacházejí i v hloubce 1 m. Mají asi deseticentimetrová internodia ukončená uzlinami s až třemi životaschopnými pupeny nové rostliny. Oddenek po celé délce v každé uzlině zakoření a vyraší z ní dva až tři listy, což troskut prstnatý na prvý pohled odlišuje od jiných vytrvalých plevelů. Její oddenky, vytvářející nehluboko v půdě husté rohože, vykazují obrovskou regenerační schopnost, dokážou v půdě přežít sucho trvající sedm měsíců a po získání vláhy opět rychle vyrašit. Oddenky jsou přesouvány na jiné místo vodou při záplavách nebo závlahách i různou zemědělskou činností při úpravě pozemků. Fragmentace oddenku aktivuje jeho pupeny a následný růst nových rostlin.

## Význam
Troskut prstnatý je v mnoha teplých a sušších oblastech cennou rostlinou pro pastvu i vynikající krmnou trávou, která zůstává zelená i během horkého počasí. Poskytuje více a lepší pastvu pro koně a dobytek než jakákoli jiná tráva, používá se také na seno a siláž a zvláště její oddenky jsou pochoutkou pro koně. V mnoha oblastech slouží jako trávník, který neusychá ani v sušším období. Díky dlouhým oddenkům kořenícím v uzlinách je i významnou rostlinou pro stabilizaci půdy. Je ovšem obtížné ho vymýtit a na obdělávané půdě se může stát vážným plevelem.
V mnoha zemích se používá jako významná trávníková nebo pastevní tráva spásána přežvýkavci či jako protierozní kryt na kyprých půdách. Ve USA jsou šlechtěné nové kultivary se zvýšenou odolností pro suchém období a které po silážování produkují tolik živin, že jimi krmené dojnice produkují stejně mléka, jako při velmi výživné kukuřičné siláži. Z rostlin sečených každé tři týdny se mimo siláže vyrábějí i výživné krmné pelety pro drůbež. Průměrné výnosy sena se pohybují od 14 po 28 tun z jednoho hektaru, přičemž přihnojování dusíkatým hnojivem podstatně zvyšuje výnosy. Většina vyšlechtěných odrůd se špatně vysévá, produkují jen málo semen.
Rostlina produkuje množství semen, která ale mají jen malou přirozenou klíčivost, zůstávají v půdě životaschopná asi jen po dva roky. Po polích se šíří větrem, vodou, hnojem nebo lidskou činností. V kultivovaných pozemcích se může tato rostlina stát vážným škůdcem, jehož lze ze zavedených pozemků velmi obtížně vymýtit. Jeho hustá síť oddenků může vyhladovět zamýšlené pěstované plodiny a rozsáhlé plochy úrodné půdy se tak mohou časem stát nevhodnými pro pěstování jiných rostlin.

## Ohrožení v ČR
V české přírodě existují zřetelné známky ústupu troskutu prstnatého z krajiny, proto je tato rostlina v Červeném seznamu ohrožených druhů cévnatých rostlin České republiky z roku 2017 zařazena v kategorii C4a, mezi druhy potenciálně ohroženými. Existují zřetelné indicie ústupu těchto rostlin z české přírody a proto jim má být věnována zvýšená pozornost.